# Luther-udvar (Budapest)
A budapesti Luther-udvar, más néven Luther-ház egy épülettömb Budapest VIII. kerületében. Valószínűleg Budapest legnagyobb egybefüggő társasháza. 9 lépcsőháza, 6 kisebb udvara és egy nagy valamikori templomkertje van, ahol áll egy egykori, romantikus stílusban épült templomépület (1856–1863, Diescher József) is (Rákóczi úti evangélikus templom).

## Fekvése
A Rákóczi út, Luther és Kiss József utcával, valamint a MÁV Baross Gábor és a Leövey Klára Görögkatolikus Gimnázium, Közgazdasági Szakgimnázium és Szakközépiskola épületeivel határolt területen van az épületegyüttes.

## Története
Az épület 1893–1894-ben épült Schweiger Gyula műépítész tervei alapján, neoromán stílusban, Deutsch Károly kivitelezésével. Az épülettömbben 1975-ig működött a szlovák egyházközség evangélikus temploma.

## Egyéb irodalom
- Gaz nőtte be Budapest titkos templomát Archiválva 2022. március 20-i dátummal a Wayback Machine-ben
- Új tetőt kap a Rákóczi úti Luther-udvarban megbújó evangélikus templom